# Федоренко, Вячеслав Филиппович
Вячеслав Филиппович Федоренко (род. 7 июня 1951, Шмаковка, Кировский район, Приморский край, СССР) — советский и российский учёный, специалист в области механизации сельского хозяйства, член-корреспондент РАСХН (2007), академик РАН (2016).

## Биография
Родился 7 июня 1951 года в с. Шмаковка Кировского района Приморского края.
В 1976 году — окончил Приморский сельскохозяйственный институт.
С 1976 по 1978 годы — младший научный сотрудник Приморского НИИ сельского хозяйства.
С 1978 по 1984 годы — аспирант, старший научный сотрудник ВНИИ кормов имени В. Р. Вильямса.
С 1984 по 1996 годы — доцент, заведующий кафедрой Российской инженерной академии менеджмента и агробизнеса.
С 1996 по 2003 годы — заместитель руководителя Департамента науки и технического прогресса Минсельхоза РФ.
С 2003 года по настоящее время — директор Российского НИИ информации и технико-экономических исследований по инженерно-техническому обеспечению агропромышленного комплекса — Росинформагротех.
В 2007 году — избран членом-корреспондентом РСХН.
В 2013 году — стал членом-корреспондентом РАН (в рамках присоединения РАМН и РАСХН к РАН).
В 2016 году — избран академиком РАН.

## Научная деятельность
Видный ученый в области механизации сельского хозяйства.
Под его руководством и при непосредственном участии усовершенствованы технологии и технические средства для уборки и послеуборочной обработки семян трав. Теоретически обосновал и разработал методологию математического моделирования технологических процессов земледельческой механики, в том числе процессы вытирания и сепарации семян из вороха, базирующейся на теории сигнальных графов; рассчитал конструктивные схемы, изготовил опытные образцы терочных и виброрешетных устройств и приспособлений.
Автор свыше 400 научных трудов, в том числе более 200 книг и брошюр, из них 34 монографии.

## Награды
- Орден Почёта (2018)[2]
- Заслуженный деятель науки Российской Федерации (2007)[3]
- Медаль «В память 850-летия Москвы» (1997)
- Почётный работник АПК России (2011)
- медаль ордена Ивана Калиты
- золотая и серебряная медали «За вклад в развитие агропромышленного комплекса России»
- медали ВДНХ СССР